# NGC 4201
NGC 4201 (również PGC 39120) – galaktyka soczewkowata (S0), znajdująca się w gwiazdozbiorze Panny. Odkrył ją w 1886 roku Francis Leavenworth.